# Giromagny
Giromagny là một xã trong vùng hành chính Franche-Comté, thuộc tỉnh Territoire de Belfort, quận Belfort, tổng Giromagny. Tọa độ địa lý của xã là 47° 44' vĩ độ bắc, 06° 49' kinh độ đông. Giromagny nằm trên độ cao trung bình là 470 mét trên mực nước biển, có điểm thấp nhất là %%alt mini%% mét và điểm cao nhất là %%alt maxi%% mét. Xã có diện tích 5.65 km², dân số vào thời điểm 1999 là 3300 người; mật độ dân số là 584 người/km².

## Thông tin nhân khẩu
| 1962 | 1968 | 1975 | 1982 | 1990  | 1999  |
| ---- | ---- | ---- | ---- | ----- | ----- |
| .    | .    | .    | .    | 3 226 | 3 300 |